# Stettiner Werft

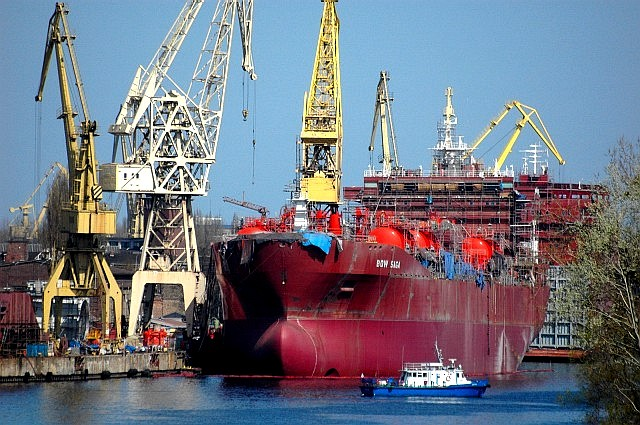
Stettiner Werft (2007)

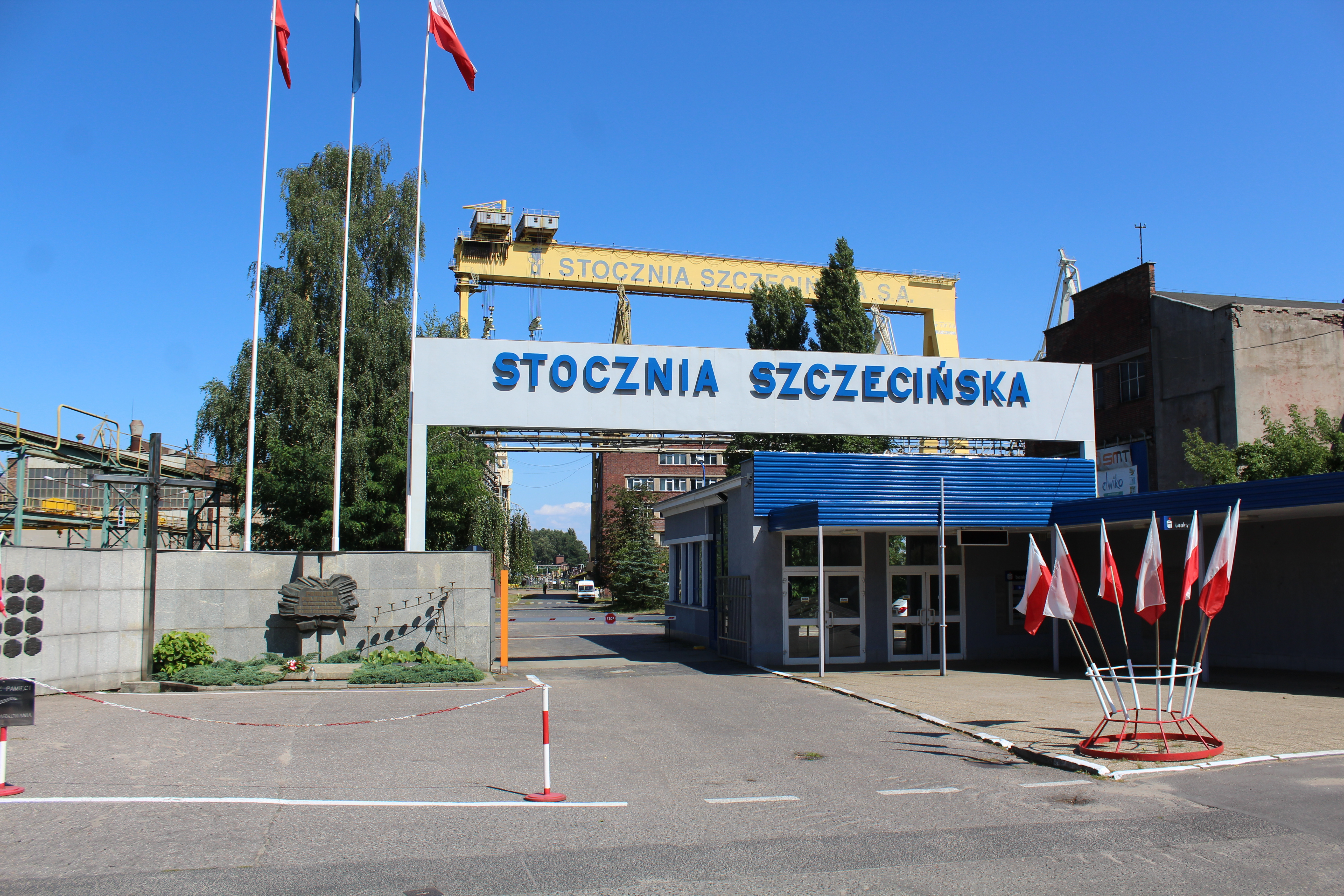
Haupttor

Die Stettiner Werft war ein Schiffbauunternehmen in Stettin. Das zu den größten europäischen Werften gezählte Unternehmen befindet sich seit Mai 2009 in Liquidation.

## Geschichte
Nach dem Zweiten Weltkrieg kam Stettin an Polen. Die traditionsreichen Stettiner Werften waren durch Bombenangriffe weitgehend zerstört worden. Nach der Konsolidierung der verbliebenen Werften wurde 1948 die ZSPO Stocznia Szczecińska auf dem früheren Gelände der Stettiner Oderwerke und der Vulcanwerft als staatliches Unternehmen gegründet. Im April 1948 lief mit der Oliwa der erste Neubau der polnischen Schiffbauindustrie vom Stapel. Der Bau des folgenden Schiffes, des Colliers Czulym, wurde erst 1951 begonnen. Ab 1951 firmierte das Unternehmen als Stocznia Szczecińska, deutsch: Stettiner Werft. Vom 18. Februar 1959 bis zum Jahr 1990 war der Name der Werft Stocznia Szczecińska im. Adolfa Warskiego nach dem polnischen Arbeiterführer Adolf Warski. Da die „Odra-Helling“ nur für den Bau relativ kleiner Schiffe ausgelegt war, wurde 1957 die „Vulcan-Helling“ mit zwei Slipanlagen errichtet, von der 1959 das erste Schiff lief.
In den folgenden Jahrzehnten wurden vor allem Schiffe für die Sowjetunion, aber auch für Deutschland, Großbritannien und Norwegen gebaut. 1990 wurde der Name der Werft auf Stocznia Szczecińska S.A. geändert und nach der politischen Wende Anfang der 1990er Jahre geriet das Unternehmen wegen des Zusammenbruchs der Sowjetunion und der Streichung der staatlichen Subventionen in eine ernste Krise. Durch die Spezialisierung auf mittelgroße Containerschiffe von 3000 bis 4000 TEU und Chemikalientanker bis 50.000 tdw konnte die Werft konsolidiert werden. Die Belegschaft wurde von 11.000 auf 7.000 Beschäftigte verkleinert. Die Werft, die Mitte 1992 noch 116 Millionen US-Dollar Schulden hatte, galt zum Ende des Jahres als schuldenfrei.
Die 1994 errichtete „Odra Nowa“-Helling wurde für den Bau bis zu 40 Meter breiter Schiffsrümpfe ausgelegt. Im Jahr 2000 wurde die Slipanlage „Wulkan II“ modernisiert, vergrößert und mit einer 72 Meter hohen Krananlage mit 450 Tonnen Tragfähigkeit ausgestattet. Dadurch wurde der Bau von Schiffen bis 256 Meter Länge und 100.000 Tonnen Tragfähigkeit ermöglicht.
Gemessen am Auftragsvolumen von 1,6 Milliarden US-Dollar stand die Stettiner Werft 1996 auf Platz fünf der Weltrangliste hinter den größten südkoreanischen und japanischen Schiffbauunternehmen. Die Werft in Stettin galt als Musterbeispiel für erfolgreiches Management. 1999 änderte man den Namen des Unternehmens erneut in Stocznia Szczecińska Porta Holding S.A. In dieser Zeit ging die Zahl der Aufträge für den Bau neuer Schiffe weltweit zurück. Hinzu kamen ein starker Preisverfall und ein ungünstiger Wechselkurs zwischen US-Dollar und Złoty. Als im November 2001 bekannt wurde, dass eine Vertragsstrafe wegen verspäteter Lieferung eines Chemietankers durch laufende Kredite getilgt wurde, stoppten die Banken die Zahlungen an die Werft. Die Zahlungsunfähigkeit führte im März zum Produktionsstopp und im Juli 2002 zum Konkurs.
Das Unternehmen wurde von der Staatlichen Agentur für Industrieentwicklung übernommen und setzte die Produktion unter dem Namen Stocznia Szczecińska Nowa Sp.z.o.o. fort. Innerhalb von 48 Monaten wurde mit dem Bau von 30 Schiffen ein Umsatz von 1,1 Milliarden Dollar erzielt. Versuche, die Werft zu privatisieren bzw. unabhängig von staatlichen Beihilfen umzustrukturieren, scheiterten. Da die polnische Regierung unter Ministerpräsident Jarosław Kaczyński es unterließ, bei der EU eine Verlängerung der Schiffbausubventionen zu beantragen, erklärte die EU-Kommission 2008 die staatlichen Zahlungen an die polnischen Werften für rechtswidrig. Die Regierung in Warschau wurde aufgefordert, die illegal an die Werften in Stettin, Gdynia und Danzig gezahlten Beihilfen zurückzuholen. Die Vermögenswerte der Stettiner Werft, die zuletzt etwa 4500 Beschäftigte hatte, stehen seitdem zum Verkauf. Der Weiterbetrieb des Schiffbaus wird vom potenziellen Käufer nicht gefordert.